# Каспаров, Александр Владимирович
Алекса́ндр Влади́мирович Каспа́ров (21 октября 1945 — 30 августа 2019) — советский и российский дипломат.

## Биография
Окончил МГИМО МИД СССР (1970). На дипломатической работе с 1970 года. Владеет французским и арабским языками.
- В 1970—1975 годах — сотрудник Посольства СССР в Алжире.
- В 1982—1986 годах — сотрудник Посольства СССР в Бельгии.
- В 1996—2001 годах — генеральный консул России в Касабланке (Марокко).
- В 2002—2005 годах — заместитель директора Департамента информационного обеспечения МИД России.
- С 25 июля 2005 по 15 марта 2011 года — чрезвычайный и полномочный посол России в Центральноафриканской Республике[1][2].

## Дипломатический ранг
- Чрезвычайный и полномочный посланник 2 класса (19 октября 1996)[3].